# 蔡健斌
蔡健斌（英語：George Tsoi Kin-pan），香港公務員，現任體育專員。蔡在香港大學取得金融學學士學位後，入職香港政府擔任政務主任，曾在2010年至2013年出任元朗民政事務助理專員。及後，他輾轉於多個決策局及部門任職，包括在旅遊事務署出任旅遊事務助理專員，以及在財經事務及庫務局擔任首席助理秘書長。他於2021年獲港府保送至史丹佛大學修讀管理硕士，並於2022年畢業。回港後，他出任文化體育及旅遊局首席助理秘書長，負責文化政策事宜。因黃德森在2024年9月辭任體育專員，蔡在文化體育及旅遊局局長楊潤雄建議由公務員接掌下於9月30日接任專員職務，應付啟德體育園開幕、運動員及體育總會撥款檢討等多項迫切的工作。

## 外部連結
- 蔡健斌的個人Facebook頁面

| 政府职务      | 政府职务                   | 政府职务 |
| ------------- | -------------------------- | -------- |
| 前任： 黃德森 | 體育專員 2024年9月30日至今 | 現任     |